# Кінець фільму (песня)
«Кінець фільму» (Конец фильма) — музыкальный сингл группы «Скрябин», записанная в 2014 году. Композиция должна была стать первым обнародованным синглом с нового 21-го альбома группы. 
Песня вышла в свет за несколько дней до гибели Андрея Кузьменко на лейбле Moon Records .
В августе 2015 года сингл стал основным и вошёл в музыкальный сборник с одноимённым названием — «Конец фильма».

## Предыстория
Сингл вышел за 9 дней до гибели Андрея. После смерти музыканта люди обратили внимание на слова песни, поразившие всю страну: «А сейчас уже конец трассы, машину в гараж, а сейчас уже конец, а сейчас конец фильма. . . А сейчас уже конец. . . ».

## Участники
- Андрей Кузьменко (Кузьма) — вокал, музыка, клавишные, текст
- Алексей Зволинский (Зваля) — гитара
- Константин Сухоносов — клавишные
- Константин Глитин — бас-гитара
- Вадим Колесниченко — ударные